# Hidetoshi Dekisugi
Hidetoshi Dekisugi (出木杉英利?, Dekisugi Hidetoshi) è un personaggio del manga e anime Doraemon.
Il cognome Dekisugi deriva da dekisugiru, che significa letteralmente "troppo bravo", significato che è stato essenzialmente ripreso anche nella traduzione inglese del nome, Ace Goody. Il nome del personaggio andrebbe pronunciato Dechisughi, dato che nella lingua giapponese, la "gi" e anche la "ge" vanno pronunciate "ghi" e "ghe", tuttavia nella versione italiana il suo nome viene pronunciato Dechisugi, con la G dolce.

## Biografia del personaggio
Hidetoshi Dekisugi è un ragazzo molto intelligente, educato e studioso, compagno di classe di Nobita. È praticamente l'opposto di Nobita. È senza dubbio il migliore nello studio, nelle arti, nel cucinare, nel suonare strumenti e persino negli sport ed è per questo popolare ed ammirato dai compagni e dalle compagne di scuola, in particolare modo da Shizuka, che a volte sembra preferirlo a Nobita. Con essa tiene un diario ''segreto'' nel quale si scambiano pensieri. Al contrario degli altri amici di Nobita, Dekisugi non fa quasi mai affidamento ai chiusky di Doraemon, tranne in rari casi, data la sua grande responsabilità. È inoltre molto umile, al contrario di Suneo, e non si vanta mai di essere migliore dei suoi compagni, ai quali è sempre pronto a dare una mano.
Nobita è molto geloso di lui e non di rado cerca di fargli fare una brutta figura dinnanzi a Shizuka, ma sempre senza successo, o di spiarne le conversazioni. Spesso Nobita chiede aiuto a Dekisugi quando non capisce come risolvere i compiti a casa, e non esita a copiare da lui quando ne ha l'occasione, usando talvolta persino la macchina del tempo. Dekisugi è innamorato di Shizuka, come Nobita, che lo considera quindi un rivale.
In un'occasione, Shizuka, a causa di un chiusky chiamato Cova amore, si innamora perdutamente di Dekisugi, ma lui la rifiuterà, dicendole che non voleva che la sua cotta fosse solo opera di un chiusky. Inoltre, poco prima del matrimonio di Nobita, confesserà a quest'ultimo che era stato anche lui innamorato di Shizuka, e che avrebbe desiderato sposarla. Nel futuro Dekisugi diventerà un astronauta, si sposerà ed avrà un figlio di nome Hideyo; anche dopo il matrimonio di Shizuka, manterrà comunque con Nobita e con lei un forte legame d'amicizia.